# Siggasjön (Gryteryds socken, Småland)
Siggasjön är en sjö i Gislaveds kommun i Småland och ingår i Nissans huvudavrinningsområde.